# Cul-de-lampe

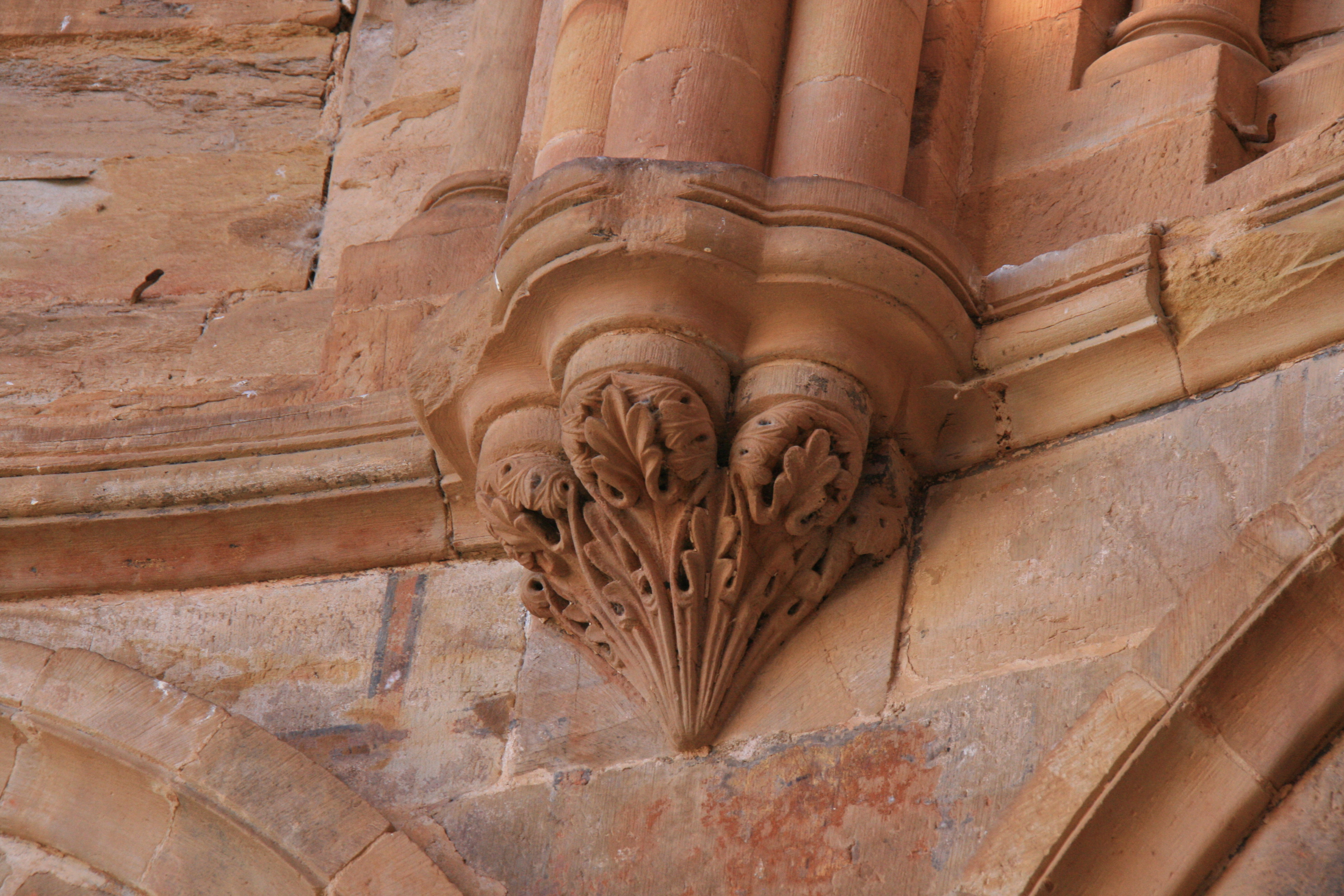
Ménsula tipo cul-de-lampe en el Monasterio de Moreruela (Provincia de Zamora).

Cul-de-lampe, término francés que en castellano significa pie de lámpara, en arquitectura es una pieza en forma de consola saliente en voladizo empleada frecuentemente en la arquitectura gótica. Se trata de una piedra saliente o una hilera de ellas en forma de ménsula, que en el arte gótico suele tener forma de medio cono y llevar decoración, que hace de basamento de un enjarje, es decir del arranque de un arco o el nervio de una bóveda, o bien sirve de repisa de una estatua. 
En tipografía el cul-de-lampe es el adorno de forma triangular, a menudo grabado en madera, con que en un libro se cierra una página o el capítulo de una obra. También el taco en madera puede sustituirse por el progresivo acortamiento de cada línea de texto al final de la página.